# Frans-Ottomaanse invasie van Corsica
De Frans-Ottomaanse invasie van Corsica was een onderdeel van de Italiaanse Oorlog (1551-1559), het begon met een Franse inval, gesteund door de Ottomaanse vloot, in 1553 en eindigde met de Vrede van Cateau-Cambrésis in 1559, waarbij de Fransen zich terugtrokken van het eiland.

## Achtergrond
Corsica was sinds 1453 in handen van de Republiek Genua, meer bepaald van de Banco di San Giorgio. In de zestiende eeuw had de Middellandse Zee te kampen met de Barbarijse zeerovers, waarvan Turgut Reis een van de belangrijkste piraten was. Na de verovering in 1550 van de havenstad Mahdia door de Genuees Andrea Doria, hoofdadmiraal van Keizer Karel V, werd de Franco-Ottomaanse Alliantie hernieuwd. De Italiaanse Oorlogen vonden niet alleen plaats op zee, maar ook op land. De Fransen vochten voornamelijk op het vaste land, de Ottomanen ter zee. Andrea Doria had reeds in 1552 de zeeslag bij Ponza verloren.

## Verloop
De Fransen hadden condottieri Sampiero Corso, van Corsicaanse afkomst, in dienst. Een Corsicaanse inval bracht de Republiek Genua, in het kamp van de Habsburgse monarchie, in verlegenheid. De Ottomanen zorgden voor het transport van de Franse troepen. Bastia werd veroverd op 24 augustus 1553 en Bonifacio in september. Slechts vijfduizend Fransen overwinterden op Corsica.
Het jaar erop stuurde Doria een troepenmacht van vijftienduizend man om het eiland te heroveren. Tegen 1555 waren bijna alle Fransen verdreven. Intussen waren de Ottomanen verwikkeld in de Ottomaans-Perzische Oorlog en was Turgut Reis meer bezig met zijn eigen activiteiten, zoals de Plundering van de Balearen (1558). De Ottomaanse ondersteuning was zogoed als weggevallen, waarvoor sultan Süleyman I zich aan koning Hendrik II van Frankrijk verontschuldigde.
Na de Vrede van Cateau-Cambrésis in 1559 werd het eiland teruggeven aan de Republiek Genua.